# Can You Please Crawl Out Your Window?
Can You Please Crawl Out Your Window? è un singolo di Bob Dylan pubblicato nel 1965, ma incluso per la prima volta in un album solamente nel 1985, all'interno della raccolta Biograph. Quando venne pubblicato raggiunse la 58ma posizione nella Billboard Hot 100 e la 17ma nella classifica del Regno Unito. Venne registrato con The Hawks (che sarebbero poi diventati The Band) durante la stessa sessione di One of Us Must Know (Sooner or Later), che verrà pubblicata come singolo qualche mese più tardi.
Dylan suonò la canzone a Phil Ochs mentre erano in una limousine. Quando Ochs espresse un tiepido giudizio, Dylan lo buttò fuori dicendogli: «Tu non sei un cantante folk. Sei un giornalista».
Questa canzone è stata inclusa in 31 canzoni di Nick Hornby.

## Cover
- The Jimi Hendrix Experience reinterpretò la canzone per la radio della BBC che venne poi pubblicata in BBC Sessions
- The Hold Steady nella colonna sonora di Io non sono qui, film biografico su Bob Dylan
- I Transvision Vamp nel loro terzo album, Little Magnets Versus the Bubble of Babble
- Les Fradkin nell'album del 2006 If You Memory Serves You Well, composto da cover di canzoni di Bob Dylan
- Wilko Johnson e Roger Daltrey nel loro disco del 2014 Going Back Home.